# Togg
Togg, acronyme de « Türkiye'nin Otomobili Girişim Grubu » (Groupe de coentreprise automobile de Turquie), est un constructeur automobile turc de véhicules électriques fondé en 2018 et dévoilé par le président de la République turque Recep Tayyip Erdoğan en 2019.
Le siège social de l'entreprise est situé au Bilişim Vadisi (« Silicon Valley de Turquie ») dans la province de Kocaeli et son usine est localisée à Gemlik dans la province de Bursa.

## Histoire
Togg est le premier constructeur automobile national de la République de Turquie. En effet, en 1961, les politiques d'obstruction des Big Three américains avaient contraint le gouvernement turc de Cemal Gürsel à abandonner la production de Devrim, la première voiture conçue par des ingénieurs turcs à Eskisehir. Depuis ce jour, le sentiment d'injustice apparu au sein de la société turque devait être réparé. C'est ainsi que le souhait de produire un véhicule made in Türkiye amena à la création du constructeur Togg. Cette entreprise est le fruit de l'association de cinq sociétés nationales dans un consortium, soutenu par le gouvernement et l'Union des chambres et de la Bourse de Turquie (TOBB), pour concevoir et commercialiser des automobiles turques électriques,.
Dans la continuité des nombreux constructeurs automobiles internationaux tels Renault et Stellantis à Bursa, Ford et Hyundai à Kocaeli ou Toyota à Sakarya qui ont aussi fait le choix de s'installer dans l'ouest de la Turquie afin produire leurs véhicules à des coûts avantageux, l'usine de production est installée à Gemlik dans la province de Bursa.

### Présentation
Le constructeur est présenté le 27 décembre 2019 lors d'un événement public à Gebze dans la province de Kocaeli, où le président turc a dévoilé les prototypes d'une berline compacte et d'un SUV compact dessinés par Murat Günak et la firme de design Pininfarina. L'aventure internationale de Togg débute avec le CES 2022 à Las Vegas auquel le constructeur participe en présentant le prototype de sa berline compacte, nommé C-Sedan,.

### Lancement
L'ouverture de l'usine de Togg à Gemlik est inaugurée le 29 octobre 2022, jour de la fête de la République, en compagnie notamment du président turc Recep Tayyip Erdogan, du CEO Gürcan Karakas, du président de la TOBB Mustafa Rifat Hisarcıklıoğlu ainsi que du ministre de l'Industrie et de la Technologie Mustafa Varank.

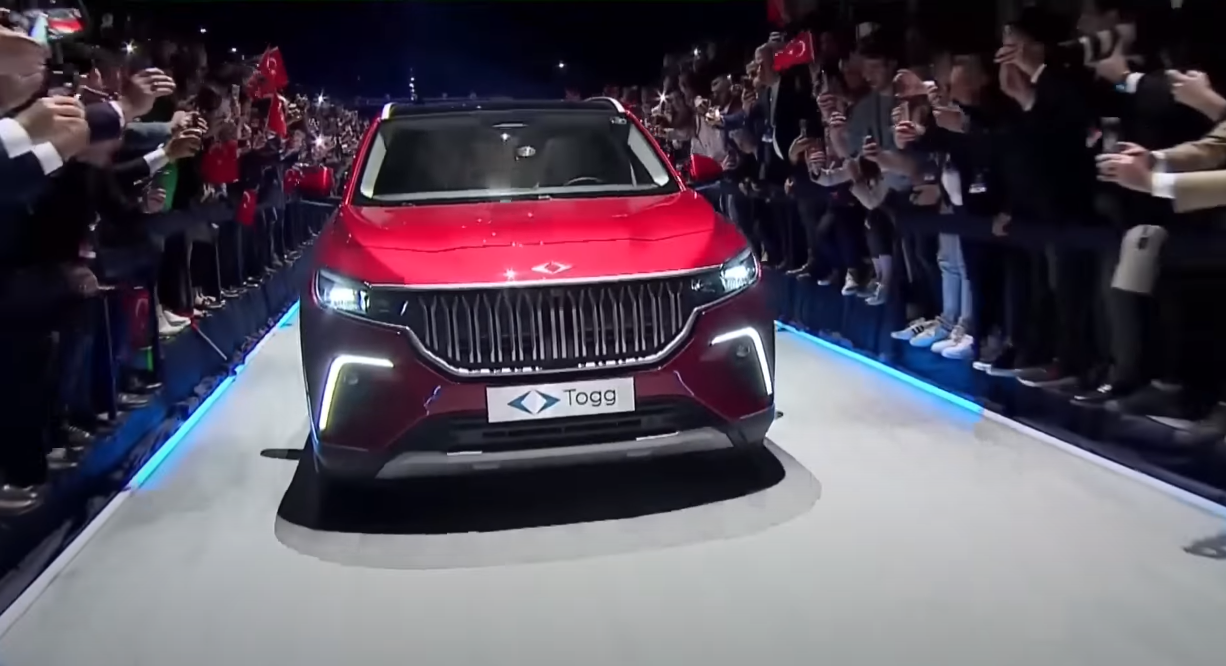
Premier véhicule Togg à sortir de la ligne de montage, le 29 octobre 2022 à Gemlik.

La construction de l'usine d'une superficie de 1,2 million de mètres carrés débuté le 18 juillet 2020 dure environ deux ans. La cérémonie d'ouverture a également permis de présenter publiquement le premier véhicule Togg, un T10X de couleur rouge Anadolu.

## Automobiles
Togg compte mettre sur le marché une gamme composée de cinq modèles d'ici 2030. Également, le constructeur turc vise la commercialisation d'un million de véhicules sur les routes européennes d'ici la fin de la décennie.

### T10X
Le premier modèle du jeune constructeur est un SUV électrique dont le design a été dessiné par le désigner automobile turc Murat Günak et la firme Pininfarina. Le design du T10X reprend plusieurs éléments de la culture turque, notamment les jantes et la calendre en forme de tulipes. De plus, les lignes de couture sur les sièges du T10X représentent également une tulipe. Le nom du concept de ce SUV était le C-SUV, pour ensuite être nommé T10X lors de la mise en marché du véhicule.
Togg lance la production de masse de son SUV tout électrique en octobre 2022, avec au choix deux roues motrices (RWD) et un moteur de 160 kW (218 ch) placé sur l'essieu arrière ou en transmission intégrale (AWD) avec un second moteur additionnel positionné à l’avant pour un total de 320 kW (430 ch) et 700 N m de couple. L'accélération est de respectivement 7,6 s et 4,8 s pour parcourir le 0 à 100 km/h. Deux batteries Li-ion sont disponibles offrant une autonomie de 314 km ou 523 km en fonction de la capacité choisie.

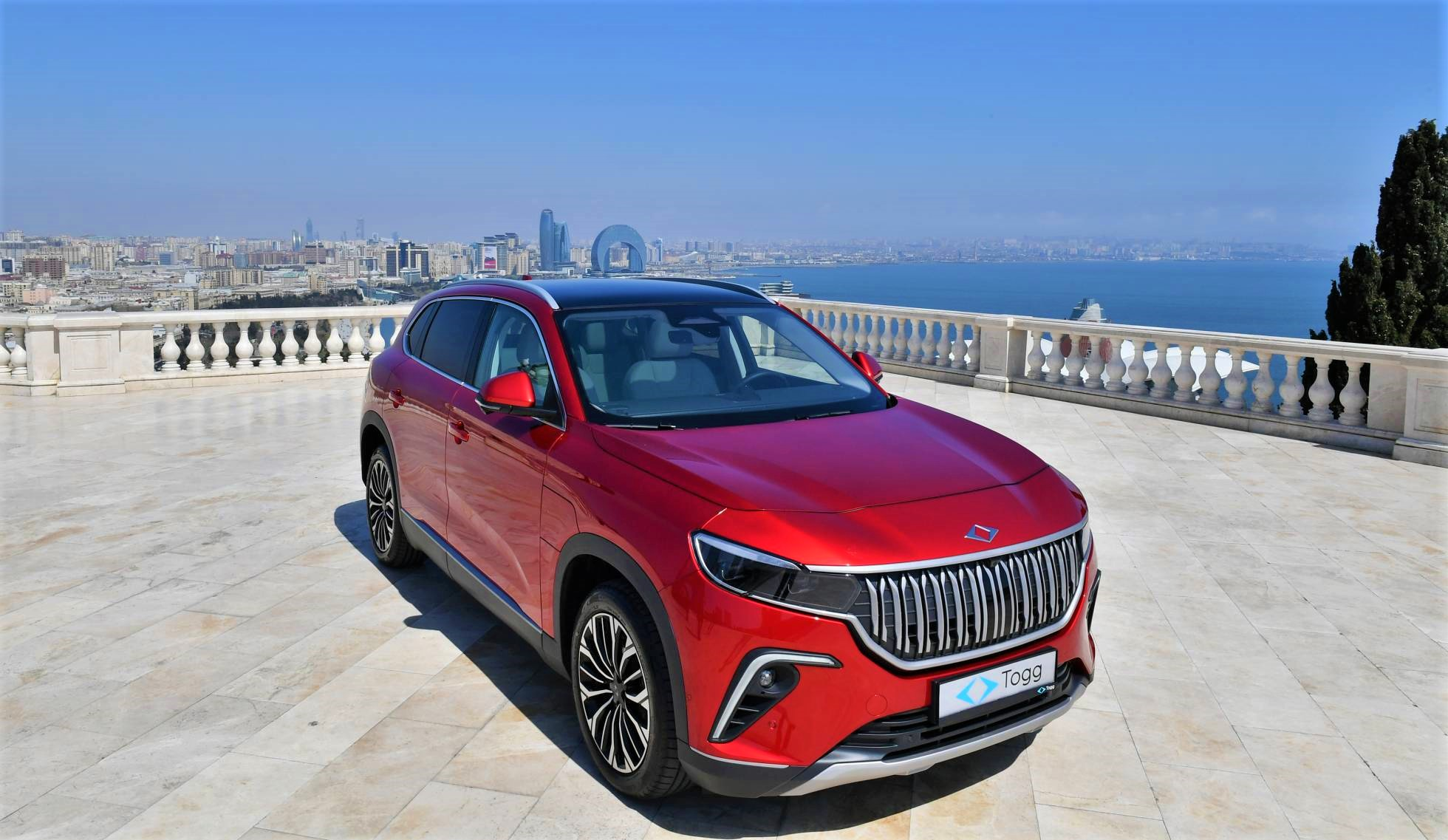
Le Togg T10X en rouge Anadolu à Bakou.

Les couleurs offertes pour le T10X sont toutes inspirées d'un lieu historique de la Turquie. Les 6 couleurs sont les suivantes :
- gris de Kula ;
- beige de la Cappadoce ;
- blanc de Pamukkale ;
- rouge de l'Anatolie ;
- noir d'Oltu ;
- bleu de Gemlik.

À l'intérieur, le T10X offre une ambiance ultra-moderne avec une instrumentation de bord numérique de 12 pouces et un écran central tactile reposant sur une dalle de 29 pouces qui couvre toute la largeur de la planche de bord. Sur le modèle du prototype, alors appelé C-SUV, deux petits écrans trouvaient place aux extrémités afin de retransmettre les images des rétroviseurs caméras.
Le T10X s’est écoulé à près de 20 000 unités en 2023, la marque turque se tourne en 2024 vers l’Europe. L’Allemagne, en raison de sa forte culture automobile, sera la première étape de cette expansion, suivie par le déploiement du T10F.

### T10F
La berline T10F de type fastback est dévoilé lors du Consumer Electronics Show (CES) 2024 à Las Vegas. Il s'agit du second modèle du constructeur automobile turc.

## Concept cars

### C-Sedan (Sedan Concept)

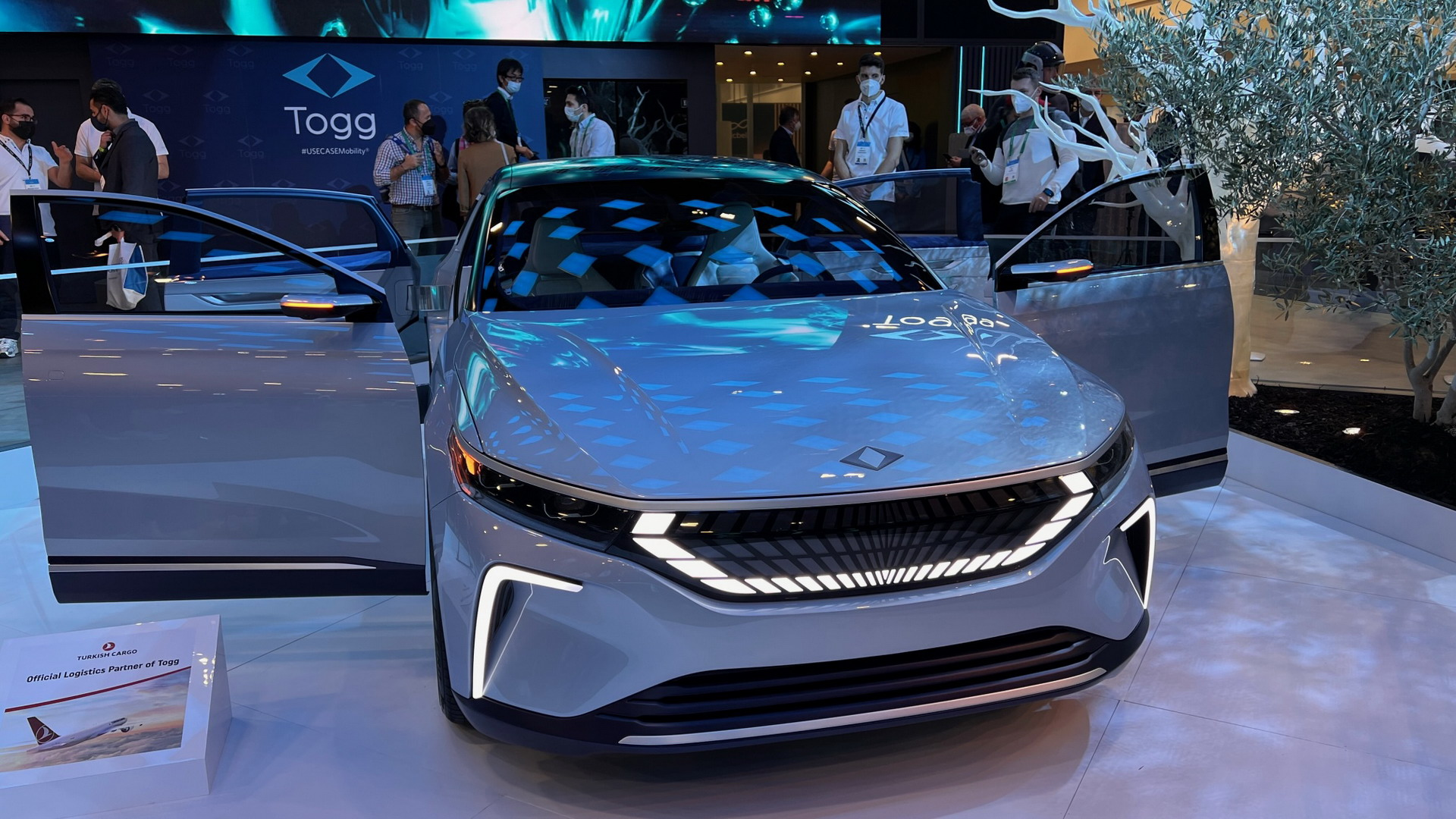
Le concept de la Togg C-Sedan lors du CES 2022 à Las Vegas.

Togg présente le concept, nommé Sedan Concept, de sa nouvelle berline C-Sedan durant le Consumer Electronics Show (CES) 2022 qui s'est tenu à Las Vegas. La C-Sedan est une berline de 4-portes à motorisation électrique qui devrait entrer en production en 2024. Le véhicule comporte quatre places avec un système d'infodivertissement au centre de la banquette arrière. Les portes arrière de la C-Sedan sont des portières antagonistes qui permettent d'avoir une meilleure accessibilité lors de la montée et descente de la berline. La calandre ainsi que le logo de Togg à l'avant de la berline sont illuminés en blanc.

### C-XCoupe
Lors de la cérémonie d'ouverture de l'usine de Gemlik le 29 octobre 2022, le CEO de Togg Gürcan Karakas affirme qu'un coupé 4-portes est prévu pour 2026 remplaçant ainsi le modèle hatchback initialement prévu. 

## Systèmes et technologies

### ApplicationTrumore

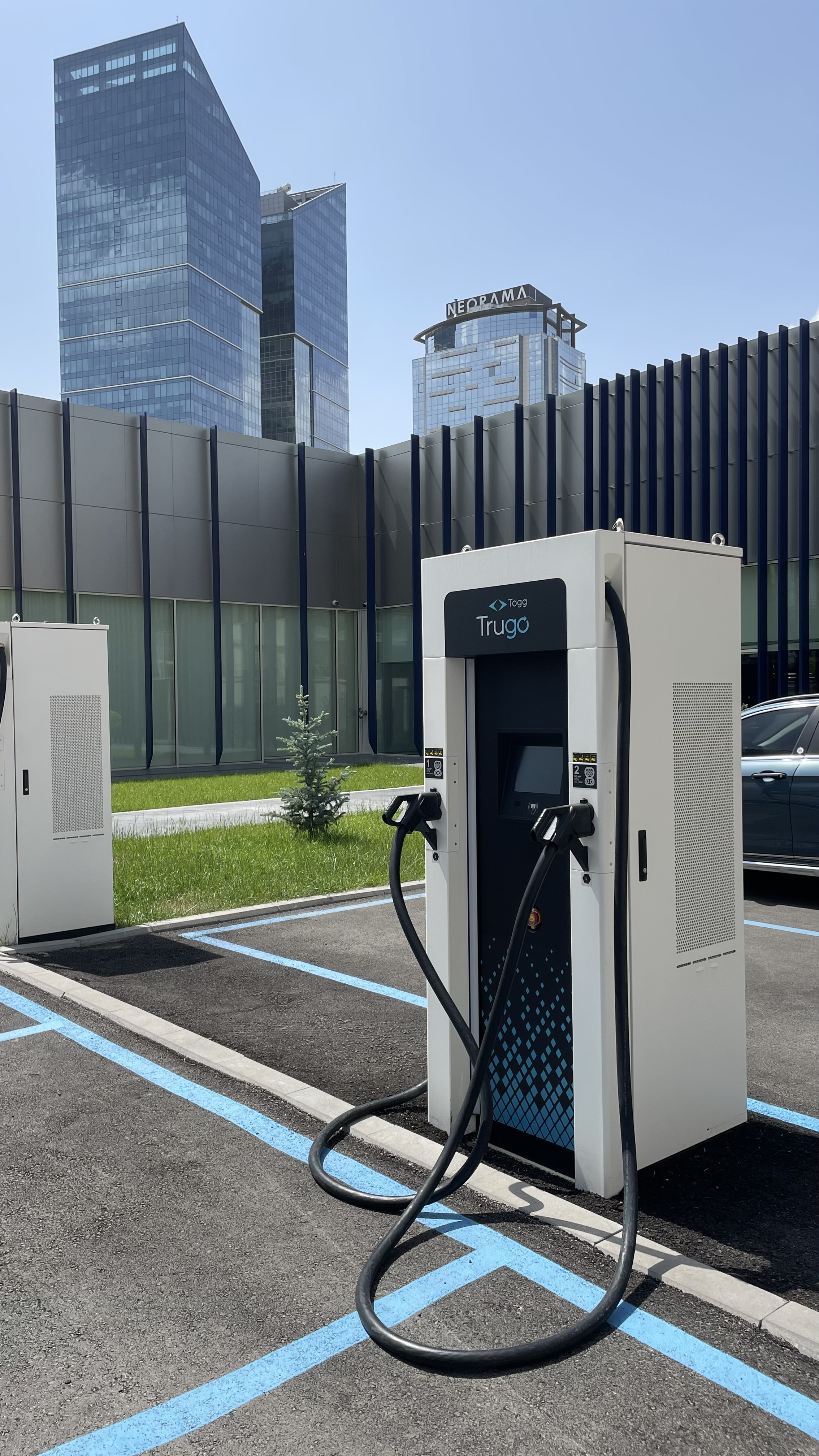
Station de charge de Trugo, filiale de Togg

Togg offre sa plateforme digitale Trumore à l'intérieur de ses véhicules et sur les appareils mobiles. Trumore donne accès à une navigation, permet d'entrer et utiliser le véhicule sans clé, permet d'effectuer le suivi de son véhicule ainsi que permet de configurer et passer une commande. Les utilisateurs peuvent également visualiser l'autonomie de leur véhicule et le temps de recharge, demander une assistance après vente et prendre rendez-vous à un point de service.

### USE CASE Mobility
USE CASE Mobility est un concept développé par Togg dans le but de faire vivre une expérience unique aux utilisateurs avec un appareil intelligent, le véhicule Togg, connecté à un univers domotique (Smart Living) et ubiquitaire via sa plateforme digitale Trumore. USE CASE est l'acronyme en anglais de User-Centric (centré sur l'utilisateur), Smart (intelligent), Empathetic (empathique), Connected (connecté), Autonomous (autonome), Shared (partagé) et Electric (électrique). Alors que les autres constructeurs automobiles définissent la transition vers le monde de la voiture électrique comme étant CASE, Togg la définit comme USE CASE, mettant l'utilisateur au centre avant tout et lui offrant une expérience unique créant des valeurs. USE CASE Mobility permettra une meilleure mobilité par l'interconnexion et l'interopérabilité du système entre plusieurs utilisateurs Togg. USE CASE Mobility offrira, selon le choix de l'utilisateur, une personnalisation du système grâce aux données de l'utilisateur, un partage d’énergie avec d’autres véhicules Togg, un partage d’informations avec d’autres utilisateurs Togg et une expérience ubiquitaire offerte à l’intérieur du véhicule permettant de réaliser de multiples actions de la vie quotidienne telles qu'un achat en ligne ou une prise de rendez-vous.

## Communication

### Identité visuelle (logo)

Le logo de la marque Togg depuis 2021.

Le logo de la marque de 2018 à 2021.

Le logo de Togg est deux flèches de couleur turquoise pointant vers des directions opposées. Le logo représente la rencontre en l'Orient et l'Occident ainsi que le point d'intersection entre le présent et le futur. En outre, Togg décrit également son logo comme étant une rencontre entre les gens et la technologie ainsi qu'entre le savoir et l'art. Lors de la cérémonie d'ouverture de l'usine de Gemlik, Gürcan Karakas affirme que Togg s'écrit en minuscule afin de représenter une entreprise de proximité, accessible par tous et conviviale. Le turquoise reflète la couleur traditionnelle et symbolique de la Turquie.